# لونات چپینو
لونات چپینو (به ایتالیایی: Lonate Ceppino) یک کومونه در ایتالیا است که در استان وارزه واقع شده‌است.

## خصوصیات
لونات چپینو ۴٫۸۴ کیلومترمربع مساحت و ۴٬۹۵۹ نفر جمعیت دارد.